# Estación de Valdezarza

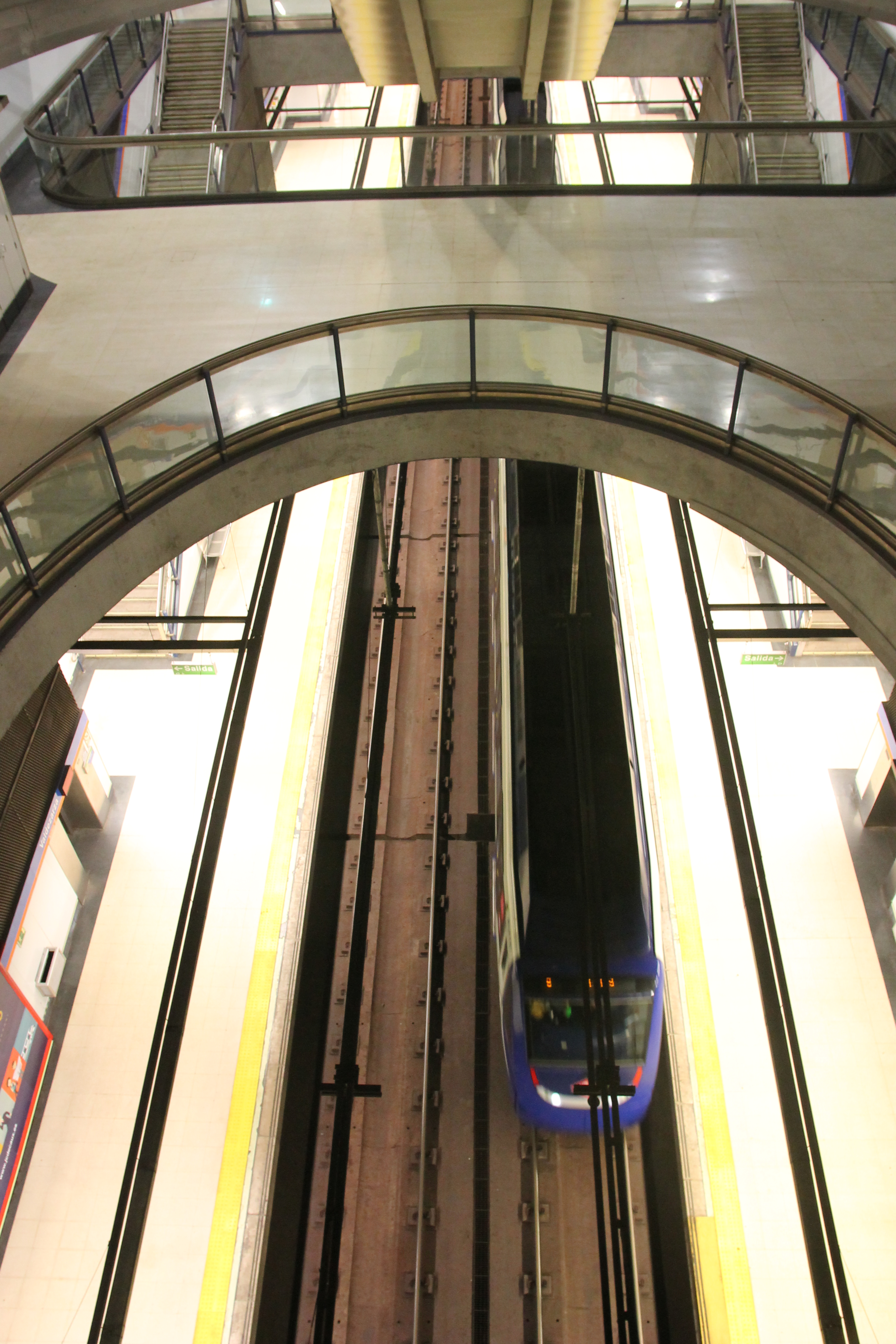
Vista del interior de la estación

Valdezarza es una estación de la línea 7 del Metro de Madrid situada bajo la calle San Restituto, en el barrio que da nombre a la estación, perteneciente al distrito de Moncloa-Aravaca.

## Historia
La estación abrió al público el 12 de febrero de 1999 siendo cabecera de línea hasta el 29 de marzo de ese mismo año, en que la línea se prolongó a Pitis. La estación cuenta con dos grandes espacios abiertos, que van desde el andén hasta la calle, y rematados en la superficie por dos pirámides de acero y vidrio, ya que por esta estación se sacaron las tuneladoras usadas para la ampliación de la línea 7.

## Accesos
Vestíbulo Valdezarza (Mecanizado permanente)
- Emerenciana Zurilla C/ San Restituto, 58
- Armenteros C/ Arciniega, 11

Vestíbulo Virgen de la Paloma
- San Restituto C/ San Restituto, 72
- Ascensor C/ San Restituto, 72

## Líneas y conexiones

### Metro
| << cabecera                                                  | < estación        | línea | estación >      | cabecera >> |
| ------------------------------------------------------------ | ----------------- | ----- | --------------- | ----------- |
| Hospital del Henares Cambio de tren en Estadio Metropolitano | Francos Rodríguez |       | Antonio Machado | Pitis       |